# Décembre 1986

## Événements
- Émeutes de la faim en Zambie.
- Le général Ramón Camps, ancien chef de la police de la Province de Buenos Aires, est condamné à 25 ans de prison.

- 1er décembre
  - France : inauguration du musée d'Orsay, consacré à la peinture impressionniste.
  - France : mise en service des 150 premiers abonnements de la télévision par câble [1].
  - Inde : 3000 hindous défilent dans les rues de New Delhi pour manifester contre le massacre la veille de 24 hindous par des extrémistes sikhs[2].
  - Tennis : Ivan Lendl remporte le Masters à New-York en battant Boris Becker[2].
- 3 décembre, France : Claude Contamine est nommé président d’Antenne 2, Roland Faure de Radio France et René Han de FR3 [2].
- 2 décembre, France : le Prix Interallié est attribué à Philippe Labro pour son roman L'Étudiant étranger (Gallimard) [2].
- 4 décembre, France : Jean-Louis Curtis est élu à l’Académie française[2].
- 4 décembre, 5 décembre, 6 décembre, France : manifestations massives contre le projet Devaquet, décès de Malik Oussékine, barricades enflammées sur le pont Saint Michel.
- 5 décembre, Argentine : Raúl Alfonsín déclare que le temps de la réconciliation entre civils et militaires est venu.
  - Le gouvernement argentin, qui se débat dans les difficultés économiques, se montre soucieux de réduire le nombre de procès.
- 6 décembre :
  - Johnny sort son 35e album Gang.
  - France : Affaire Malik Oussekine.
  - Union soviétique : Serge Arto crée Arbatr (en russe Арбатр), première et dernière association indépendante d'artistes peintres en Union soviétique.
- 8 décembre, France : le gouvernement de Jacques Chirac retire le projet de loi sur la réforme universitaire défendue par le ministre de la Recherche Alain Devaquet[2].
- 9 décembre, France : la cour d’appel de Nancy renvoie Christine Villemin devant la cour d’assises pour le meurtre de son fils Gregory[1].
- 10 décembre, France : visite officielle de trois jours du président égyptien Hosni Moubarak[1]
- 11 décembre, Belgique : décret (loi) instituant Namur capitale de la Région wallonne en Belgique.
- 12 décembre :
  - Allemagne : un avion Tupolev 134 s’écrase à proximité de l’Aéroport de Berlin-Schönefeld et fait 60 morts et 12 survivants[2].
  - États-Unis : Ronald Reagan demande à son conseiller à la sécurité nationale, John Poindexter, d’expliquer son rôle dans les ventes d’armes à l’Iran et le reversement des fonds aux Contras du Nicaragua (Irangate) [2].
- 14 décembre, France : la cour d’assises de Bordeaux condamne Lionel Cardon, pour la deuxième fois, à la réclusion criminelle à perpétuité, assortie d'une peine de sûreté de 18 ans, pour le meurtre des époux Aran[2].
- 15-18 décembre : VIe Congrès du Parti communiste vietnamien[3]. Le secrétaire général du Parti communiste vietnamien Nguyen Van Linh lance le dôi mói, programme de réformes économiques visant à supprimer le système de planification centralisée et à encourager l’entreprise privée (ainsi que les investissements étrangers). Le dôi mói se concrétisera réellement à partir de 1989 et le gouvernement y engagera toutes ses forces. Le dôi mói (« rénovation ») s’attaque à la mauvaise gestion, aux excès de la centralisation, aux gaspillages, à la corruption ; les gérants des entreprises d’État se voient octroyer plus d’autonomie face aux chefs locaux du parti ; de petits ateliers et des commerces privés sont autorisés ; des zones franches accueillent les investissements étrangers.
- 15 décembre, France : Alain Peyrefitte, maire de Provins (Seine-et-Marne), échappe à un attentat à la voiture piégée dans lequel un employé municipal est tué[2].
- 16 décembre :
  - les douze ministres de l’agriculture de la Communauté européenne décident la réduction de la production laitière de 8,5 % en deux ans et la baisse de 10,5 % du prix d’intervention de la viande bovine[2].
  - France : François Perigot est élu à la tête du CNPF où il succède à Yvon Gattaz[2].
- 17 décembre :
  - France : le Conseil des ministres entérine la nomination de Raymond Lévy à la direction de Renault[1].
  - France : le Président François Mitterrand refuse de signer l’ordonnance sur l’aménagement du temps de travail[2].
  - Nigeria : un accord autorisant le rééchelonnement de la dette du Nigeria est conclu avec le Club de Paris[1].
- 18 décembre :
  - France : le ministre de l’Economie Édouard Balladur annonce le retrait dès le début de 1987 de la nouvelle pièce de dix francs mise en circulation à l’automne 1986 mais trop ressemblante à une pièce de cinquante centimes[2].
  - Kazakhstan : à Almaty, alors Alma-Ata, la population kazakhe s’insurge contre la nomination d’un non-Kazakh comme premier secrétaire du parti communiste local.
  - France : Début de la grève des cheminots protestant contre le projet de la SNCF d’une nouvelle grille des salaires[2].
  - Michel Camdessus est nommé directeur général et président du conseil d'administration du Fonds monétaire international[1].
  - France : Henri Pigeat démissionne de son poste de président directeur général de l’Agence France-Presse[2].
- 19 décembre, Chine : importantes manifestations d’étudiants à Shanghai réclamant plus de démocratie[2].
- 22 décembre :
  - Mali : jugement de la Cour internationale de justice partageant la bande d'Agacher entre le Burkina Faso et le Mali un an après la courte guerre entre les deux pays.
  - France : Les salariés de la RATP rejoignent le mouvement de grève des cheminots de la SNCF[2].
- 23 décembre, Union soviétique : Andrei Sakharov et Elena Bonner rentrent de leur exil intérieur à Gorki.
- 24 décembre :
  - Argentine : une loi fixe un délai de deux mois pour l’enregistrement des plaintes contre les exactions commises entre 1976 et 1983 (Ley de Punto Final). La loi a pour conséquence directe de contraindre la justice à se concentrer sur les cas les plus importants et à accélérer les procédures. Plus de 400 militaires et policiers sont inculpés de manière expéditive, ce qui provoque la fureur de l’armée.
  - Liban : le journaliste français d’Antenne 2 Aurel Cornea est libéré par l’organisation islamiste terroriste qui détient encore Jean-Louis Normandin [2].
- 25 décembre :
  - des pirates de l’air iraniens font exploser un Boeing d’Iraqi Airways reliant Bagdad à Amman. 62 des 91 passagers sont tués[2].
  - les Américains Burt Rutan et Jeana Yeager terminent leur tour du monde sans escale à bord de leur avion Voyager[2].
- 27 décembre : l’île de Futuna est ravagée par un cyclone qui fait une victime[2].
- 29 décembre : l’ETA fait exploser une bombe à 500 mètres de la résidence de vacances du roi d’Espagne Juan Carlos[2].
- 30 décembre, le président américain Ronald Reagan annonce la mise en place de droits de douane de 200 % sur plusieurs types de produits en provenance de la Communauté européenne : cognac, gin, fromages[2]…
- 31 décembre : un important incendie ravage l’immeuble de 21 étages de l’hôtel Dupont Plazar (en) à San Juan (Porto-Rico) (98 morts, 140 blessés)[2].

## Naissances
- 1er décembre : Andrew Tate, kickboxeur britannico-américain et personnalité en ligne.
- 4 décembre : Martell Webster, basketteur américain.
- 7 décembre : Jakov Milatović, homme politique monténégrin.
- 8 décembre : Kate Voegele, actrice et chanteuse américaine.
- 12 décembre : 
  - Qri, actrice et chanteuse sud-coréenne (T-ara).
  - Katrina Patchett, danseuse et chorégraphe australienne.
  - Reykon, chanteur colombien.
- 17 décembre : Simon Harris, homme d'État irlandais.
- 21 décembre : Yvonne Coldeweijer, actrice, auteure-compositrice-interprète, présentatrice et blogueuse néerlandaise.
- 23 décembre : Swagg Man, rappeur français d'origine tunisienne et brésilienne.
- 24 décembre : Upiak Isil, chanteuse indonésien.
- 26 décembre :
  - Joe Alexander, basketteur américain.
  - Hugo Lloris, footballeur français.
  - Kit Harington acteur anglais
- 30 décembre : Ellie Goulding, chanteuse anglaise.

## Décès
- 2 décembre : Desi Arnaz, acteur, producteur et chanteur américain (° 2 mars 1917).
- 3 décembre : Anthony Mascarenhas, journaliste pakistanais (° 10 juillet 1928).
- 8 décembre :
  - Pierre Clarac, inspecteur général de l'Instruction publique français (° 21 novembre 1894).
  - Anatoli Martchenko, écrivain dissident soviétique (° 23 janvier 1938).
- 14 décembre : Claude Bertrand, comédien français (° 24 mars 1919).
- 15 décembre : Serge Lifar, danseur français d'origine ukrainienne (° 2 avril 1905).
- 19 décembre : Avelar Brandão Vilela, cardinal brésilien, archevêque de São Salvador da Bahia (° 13 juin 1912).
- 25 décembre : Mikhaël Ivanhov, enseignant bulgare, fondateur de la Fraternité blanche universelle (° 31 janvier 1900).
- 28 décembre :
  - Andreï Tarkovski, réalisateur russe (° 4 avril 1932).
  - Louis Van Lint, peintre belge (° 25 décembre 1909).
- 29 décembre : Harold Macmillan, Premier ministre britannique de 1957 à 1963 (° 10 février 1894).